# Туран-шах ибн Айюб
аль-Малик аль-Муаззам Шамс ад-Даула ва-д-Дин Туран-шах ибн Айюб (до 1137 — 27 июня 1180, Александрия) — брат, военачальник и ближайший соратник египетского султана Салах ад-Дина Юсуфа из курдской династии Айюбидов. По некоторым данным, именно он в 1171 году убил последнего фатимидского халифа аль-Адид Лидиниллаха. Во главе айюбидской армии в 1174 году покорил Йемен. Эмир и иктадар (мукта) Баальбека (1178—1179) и Александрии (1179—1180), айюбидский наиб Йемена (1174—1176) и Дамаска (1176—1178).

## Происхождение и молодые годы
Дед Туран-шаха по отцу, Шади (или Шази), принадлежал к курдскому племени равадия и происходил из горного района близ армянского города Двин. В своё время Шади со своими сыновьями Ширкухом и Айюбом (Аййубом), отцом Туран-шаха, собрали большой отряд соплеменников и переселились в Ирак, где Шади поступил на службу к сельджукидскому султану Ирака Масуду и получил должность коменданта укреплённого города Тикрит. После смерти Шади в 1132 году должность коменданта Тикрита перешла к его сыну Айюбу, который в том же году помог спастись атабеку Мосула Имад ад-Дину Занги, потерпевшему поражение под Тикритом от войск багдадского халифа аль-Мустаршид Биллаха. В 1137 или 1138 году Ширкух и Айюб с маленьким Туран-шахом и его недавно родившимся братом Юсуфом (будущим Салах ад-Дином) вынуждены были оставить Тикрит после того как Ширкух убил в схватке друга сельджукидского наместника (вали) Бихруза. Покинув Тикрит, отец и дядя Туран-шаха перешли на службу к набиравшему силу Имад ад-Дину Занги. Вскоре Айюб был назначен комендантом захваченного Занги города Баальбека и переселился туда вместе со всей семьёй.
Туран-шах был вторым сыном Айюба ибн Шади, поэтому не считался основным наследником отца, эта роль отводилась его старшему брату Шахин-шаху. Детство Туран-шаха прошло в Баальбеке, где он получил достойное образование. Его отец, основавший в Тикрите суфийскую школу, по своей натуре был скорее учёным и улемом, чем воином, и нанимал сыновьям хороших учителей как по исламским, так и по светским дисциплинам. Воинскому делу Туран-шаха и его братьев обучал их дядя Ширкух ибн Шади. После убийства Имад ад-Дина Занги в 1146 году Баальбек осадил правитель Дамаска Муан ад-Дин Унар, и отец Туран-шаха вынужден был сдать город в обмен на гарантии безопасности для горожан и определённые имущественные выгоды для себя. Помимо прочего, Айюб ибн Шади получил от Унара большой дом в самом центре Дамаска, куда и переехал из Баальбека вместе со всей своей семьёй. Дамаск стал городом, где Туран-шах провёл свою молодость.
В 1148 году неожиданно умер Шахин-шах ибн Айюб и положение основного наследника Айюба ибн Шади должно было по старшинству перейти Туран-шаху, однако его отец решил иначе. Видя выдающиеся задатки своего третьего сына Юсуфа, которому едва исполнилось 11 лет, Айюб решил сделать наследником его в обход старшинства Туран-шаха. В апреле 1154 года сын Занги Нур ад-Дин Махмуд, в войске которого уже служил дядя Туран-шаха Ширкух, захватил Дамаск и стал его эмиром, распространив свою власть практически на всю Сирию. Отец Туран-шаха вместе с сыновьями перешёл на службу к Нур ад-Дину ибн Занги.

## Военно-политическая биография
Когда брат Туран-шаха, Салах ад-Дин Юсуф, в 1169 году стал вазиром Египта, он попросил у своего господина Нур ад-Дина Махмуда прислать к нему из Сирии отца и братьев. Туран-шах к тому времени уже находился в Каире. Прибыв к египетскому двору, Туран-шах в 1169/1170 году получил от Салах ад-дина в качестве икта провинции Кус, Асуан и Айзаб в неспокойном Верхнем Египете (совокупный доход от икта, полученных Туран-шахом и его отцом от Салах ад-Дина, составил около миллиона динаров в год). На Туран-шаха были возложены обязанности по снабжению и поддержанию боеспособности египетской армии, а сам он был введён братом в состав Совета эмиров. Туран-шах стал важнейшим и активнейшим сподвижником Салах ад-Дина в деле превращения Египта в семейную вотчину Айюбидов, а также в деле расширения их семейных владений. Когда летом 1171 года в отношениях между Салах ад-Дином и Нур ад-Дином Махмудом наступил кризис и последний уже собирался вторгнуться в Египет, Туран-шах решительно выступил за то, чтобы дать ему вооружённый отпор, однако возобладало мнение его отца Айюба ибн Шади о необходимости успокоить Нур ад-Дина примирительным верноподданническим посланием.
Другим препятствием для установления самовластия братьев Айюбидов оставался молодой фатимидский халиф аль-Адид Лидиниллах — формальный суверен Египта. Летом 1169 года расквартированные в Каире нубийские войска халифа подняли восстание против Салах ад-Дина и его эмиров. Туран-шах во главе айюбидских войск жестоко подавил этот мятеж, после чего основные военные части нубийцев были переведены в Верхний Египет, а Каир и халиф аль-Адид Лидиниллах оказались полностью во власти Айюбидов. Тем не менее, оставшийся без военной опоры аль-Адид Лидиниллах продолжал оставаться как главой государства, так и духовным лидером чуждого сирийцам шиитского ислама, бывшего официальным вероисповеданием фатимидского Египта. В этой ситуации внезапная кончина халифа 13 сентября 1171 года стала для Айюбидов неожиданным подарком, что породило множество слухов о причастности Салах ад-Дина и Туран-шаха к смерти аль-Адид Лидиниллаха. В частности, согласно свидетельству придворного евнуха Сафи ад-Даулы, аль-Адид Лидиниллах покончил с собой, когда ему сообщили, что во дворец явился Туран-шах и разыскивает его, а по другой версии, Туран-шах разыскивал спрятанные во дворце халифа сокровища и убил аль-Адид Лидиниллаха, когда тот отказался сообщить ему их местонахождение. Третья история повествует о том как аль-Адид Лидиниллах, Салах ад-Дин и Туран-шах совместно выпивали вино, после чего Салах ад-Дин обратился к факихам с вопросом, дозволено ли халифу употреблять алкоголь. Факихи ответили, что халиф, употребляющий алкоголь, должен быть низложен, после чего Салах ад-Дин приказал Туран-шаху убить аль-Адид Лидиниллаха.
В 1172 году в Каире вновь восстала нубийская гвардия халифа, недовольная совершённым Салах ад-Динином переделом икта в пользу воинских подразделений, состоявших из его соплеменников-курдов. Именно Туран-шах руководил подавлением восстания, а затем преследовал мятежников, бежавших по Нилу в Верхний Египет, где принудил их к покорности. Однако в следующем, 1173 году остатки бывшего нубийского войска халифа восстали уже в Верхнем Египте и осадили Асуан. Туран-шах был направлен туда во главе карательной экспедиции, однако, когда его передовые части добрались до Асуана, восставшие уже отступили в Нубию. Преследуя мятежников, Туран-шах вторгся в Нубию, стремясь установить над ней гегемонию Египта. Здесь он захватил стратегически важный город Каср-Ибрим между первым и вторым порогами Нила и увёл из него в Египет 700 человек, включая женщин и детей, которые затем были обращены в рабство. Туран-шах передал Каср-Ибрим в икта одному из своих курдских эмиров, который поселился в нём со своими войсками и стал совершать грабительские набеги на нубийские территории. Вскоре к Туран-шаху прибыло посольство нубийского царя с просьбой о перемирии. Туран-шах направил в столицу Нубии посланца с воинственным ответом, однако когда тот вернулся назад и поведал о невероятной бедности, царившей в Нубии, Туран-шах отказался от идеи её завоевания.
В начале месяца раджаб 569 г. х. (февраль 1174 года) Туран-шах во главе айюбидской армии отправился в Южную Аравию против усилившегося там хариджитского правителя Абд ан-Наби ибн Али из династии Махдидов. Вскоре Туран-шах разбил и казнил Абд ан-Наби, после чего захватил южную часть территории Йемена, уничтожив государства Хамданидов в Сане, Махдидов в Забиде и Зурайидов в Адене. По словам арабского историка Баха’ад-Дина ибн Рафи, современника и биографа Салах ад-Дина, Туран-шах «убил еретика, захватившего там власть, сделал себя повелителем большей части страны и одарил дарами и подарками великое множество людей». Заняв порт Аден, Туран-шах установил контроль над торговыми путями, соединявшими Египет с Индией, что сулило Айюбидам существенным увеличением доходов. Согласно Ибн аль-Асиру, одной из целей завоевания Йемена была подготовка убежища для Айюбидов на случай возможной победы Нур ад-Дина ибн Занги в назревавшей войне с Салах ад-Дином, однако в том же году Нур ад-Дин неожиданно умер и Салах ад-Дин быстро подчинил себе большую часть его сирийских владений. Туран-шах был отозван Салах ад-Дином из Йемена и уехал в Дамаск.
За свою службу Туран-шах получил лакабы аль-Малик аль-Муаззам Шамс ад-Даула («Светоч государства»). Кроме того, Туран-шах носил лакаб Шамс ад-Дин — «Светоч веры». Баха’ад-Дин характеризовал Туран-шаха как «благородного, возвышенного эмира, выделявшегося редкостными чертами характера». По словам Баха’ад-Дина, Салах ад-Дин высоко ценил его и «восхвалял благородный нрав и замечательные качества своего брата». Однако со временем, особенно после смерти отца, отношения между братьями становились всё менее безоблачными. Продолжая укреплять свою власть, Салах ад-Дин начинал тяготиться присутствием в Каире своего амбициозного старшего брата и подумывал о направлении его для решения каких-то задач за границами Египта. В свою очередь, Туран-шах явно помышлял о том, чтобы стать самостоятельным правителем большой богатой области, как можно более независимым от Салах ад-Дина. Судя по всему, оба эти стремления совпали, когда возникла идея покорения Йемена.
По свидетельству Баха’ад-Дина, Туран-шах прибыл из Йемена в Дамаск в конце месяца зу-ль-хиджа 571 г. х. (июль 1176 года). В Сирии он вынужден был включиться в длительную войну Салах ад-Дина с государствами крестоносцев. Известно, что летом 1176 года он потерпел поражение от войск иерусалимского короля Бодуэна IV в небольшом сражении на подступах к Баальбеку. В месяце сафар 572 г. х. (август—сентябрь 1176 года) Салах ад-Дин назначил Туран-шаха наместником (наибом) Дамаска, предварительно сместив с этой должности Таки ад-Дина Умара, сына их покойного брата Шахин-шаха.
Осенью 1178 года Салах ад-Дин, прибывший в Сирию после почти двухлетнего отсутствия, посчитал управление Туран-шаха Дамаском недостаточно эффективным. К тому же султану показались подозрительными слишком дружественные отношения его старшего брата с Зангидами Халеба. В результате Туран-шах был отстранён от должности наместника Дамаска, а на его место был поставлен Изз ад-Дин Фаррух-шах, другой сын его старшего брата Шахин-шаха. Ранее, летом того же года, Туран-шах потребовал от брата передать ему в икта Баальбек. Не желая обострять конфликт со старшим братом, Салах ад-Дин силой отнял Баальбек у его иктадара Шамс ад-Дина ибн аль-Мукаддама и предоставил в икта Туран-шаху, однако уже в зу-ль-када 574 г. х. (май 1179 года) Туран-шах должен был оставить свои новые владения и по приказу брата вернуться в Египет вместе с располагавшимися в Сирии айюбидскими войсками (тогда же Баальбек был передан в икта его племяннику Фаррух-шаху ибн Шахин-шаху). В Египте Туран-шах получил от брата в качестве икта Александрию, которой ранее владел их отец Айюб, умерший в 1173 году после падения с коня, и стал наместником соответствующей провинции. Здесь он провёл в спокойной безвестности (по выражению американского историка Р. С. Хэмфри) остаток своей жизни. Согласно Баха’ад-Дину, Туран-шах умер в Александрии в 1-й день месяца сафар 576 г. х. (27 июня 1180 года). Его сестра Ситт аш-Шам в 1182 году перевезла его тело в Дамаск, а в октябре-ноябре 1186 года перезахоронила его останки на территории основанного ею медресе аш-Шамийя.